# Polgári Liberális Szövetség
A Polgári Liberális Szövetség (horvátul: Građansko-liberalni savez, GLAS) egy liberális politikai párt Horvátországban. 2017 júniusában alapították meg a pártot olyan politikusok, akik korábban a Horvát Néppártban (HNS) politizáltak és elégedetlenek voltak azzal, hogy a HNS koalícióra lép a Horvát Demokratikus Közösséggel (HDZ) és 2017 júniusa óta támogatja Andrej Plenković kabinetjét. Közös elnöküknek Anka Mrak Taritašt választották. A párt a Liberálisok és Demokraták Szövetsége Európáért tagja.

## Története
A párt alapító kongresszusát 2017. július 9-én tartották, és hivatalosan 2017. július 26-án jegyezték be. Négy meglevő képviselőjével automatikusan parlamenti párttá vált, ezzel a parlamenti képviseletet tekintve ma az ország ötödik legnagyobb pártja. A HNS EP-képviselője Jozo Radoš is kilépett a HNS-ből, és csatlakozott a Glashoz, így a pártnak egy EP-képviselője is van. Radoš a Liberálisok és Demokraták Szövetsége Európáért képviselőcsoport tagja volt.
A párt egy másik nevezetes tagja Vesna Pusić. 2017. december 1-jén a pártot tagként felvették a Liberálisok és Demokraták Szövetsége Európáért Pártba. A párt egyik alapító tagja volt a hét horvát liberális politikai pártból álló választási szövetségnek, a 2018. december 8-án alakult ún. Amszterdami Koalíciónak.

## Ideológiája
A pártot a pártelnök, Mrak-Taritaš Glast egy „modern, progresszív, ideológiákon átívelő balközép pártként jellemezte, amely elfogadható a liberális, szociálliberális és szociáldemokrata emberek számára”. A párt a hangsúlyt az egyén szabadságjogaira és a jogokra, a stabil intézményekre és a sokféleségre, mint komparatív előnyre helyezi.
A párt kiáll a nők azon jogáért, hogy szabadon dönthessenek az abortusz mellett, az LMBTQ-jogok és a polgári jogok védelmének kiterjesztéséért, 16 éves kortól biztosított szavazati jogért a helyhatósági választásokon, vallja, hogy az antifasizmus a modern Horvátország alapja, harcol az egyház és az állam szétválasztásáért, a szekularizáció erősítéséért és a horvát állam és a Szentszék közötti konkordátum felülvizsgálatáért,  az átfogó tantervi reformért, a parafiskális adó eltörléséért, a közigazgatási reformért, független igazságszolgáltatásért és a decentralizációért.

## Választási eredmények
| Választás | Szavazatok száma | Szavazatok aránya | Mandátumok száma | Parlamenti szerepe |
| --------- | ---------------- | ----------------- | ---------------- | ------------------ |
| 20201     | 414 615          | 24,87%            | 1                | ellenzék           |

1 az Újrakezdés Koalíció eredménye
| Választás | Szavazatok száma | Szavazatok aránya | Mandátumok száma |
| --------- | ---------------- | ----------------- | ---------------- |
| 20191     | 55 806           | 5,19%             | 1                |

1 az Amszterdam Koalíció eredménye, melynek egyik ereje a Polgári Liberális Szövetség

## Külső hivatkozások
- Hivatalos honlap